# Benthos

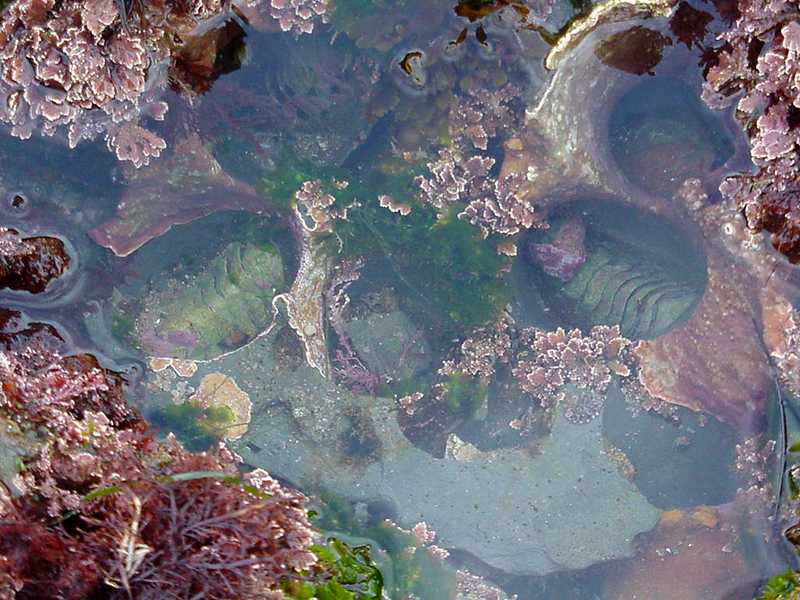
Benthos

Il benthos (o bentos, dal greco antico βένθος?, "abisso") è la categoria ecologica che comprende gli organismi acquatici, sia d'acqua dolce sia marini, che vivono in stretto contatto con il fondo o fissati ad un substrato solido.
Molti organismi adattati alla pressione delle acque profonde non possono sopravvivere nelle parti superiori della colonna d'acqua. La differenza di pressione può essere molto significativa (circa un'atmosfera ogni 10 metri di profondità dell'acqua).
Poiché la luce viene assorbita prima che possa raggiungere le acque profonde dell’oceano, la fonte di energia per gli ecosistemi bentonici profondi è spesso la materia organica proveniente dai livelli più alti della colonna d’acqua che scivola verso le profondità. Questa materia morta e in decomposizione sostiene la catena alimentare bentonica; la maggior parte degli organismi nella zona bentonica sono spazzini o detritivori.
Il termine benthos, coniato da Haeckel nel 1891, deriva dal nome greco βένθος, profondità del mare. Nella biologia delle acque dolci è utilizzato per riferirsi a organismi sul fondo di corpi idrici d'acqua dolce, come laghi, fiumi e ruscelli. Esiste anche un sinonimo ridondante, Benton.

## Descrizione
Rispetto alla zona pelagica, relativamente anonima, la zona bentonica offre habitat fisicamente diversi. Esiste una vasta gamma di quantità di luce e calore disponibili, nonché di profondità dell'acqua o estensione dell'immersione intercotidale. Il fondale marino varia ampiamente nei tipi di sedimenti che offre. Gli animali scavatori possono trovare protezione e cibo in sedimenti morbidi e sciolti come fango, argilla e sabbia. Le specie sessili come le ostriche e i cirripedi possono attaccarsi saldamente a substrati duri e rocciosi. 
Da adulti possono rimanere nello stesso sito, formando depressioni e fessure dove trovano rifugio gli animali mobili. Questa maggiore diversità negli habitat bentonici ha portato a una maggiore diversità delle specie bentoniche. Il numero di specie animali bentoniche supera il milione. Questo supera di gran lunga il numero di specie animali pelagiche (circa 5.000 specie di zooplancton più grandi, 22.000 specie di pesci pelagici e 110 specie di mammiferi marini).
Oltre a pressoché tutte le alghe pluricellulari, comprende animali che camminano o strisciano, animali sessili e tubicoli, ossia che vivono nel sedimento della superficie del fondale marino, entro tane scavate e solitamente comunicanti con la superficie del fondale tramite un'apertura.
Gli organismi bentonici possono essere suddivisi in base alle dimensioni:
- macrobenthos, dimensioni > 1 mm
- meiobenthos, dimensioni > 0,063 mm e < 1 mm
- microbenthos, dimensioni < 0,063 mm

Per quanto riguarda gli ecosistemi d'acqua dolce definiti lotici, ovvero i corsi d'acqua superficiali quali fiumi e torrenti, ospitano una comunità macrobentonica molto diversificata, sia in termini di gruppi tassonomici presenti, sia di posizione occupata nella rete trofica.
Individui bentonici appartengono ad esempio ai Phylum Arthropoda, Annelida e Mollusca.
Tra gli Arthropoda si annovera la classe degli Hexapoda, con individui appartenenti tra gli altri Ordini dei Plecoptera, Ephemeroptera, Trichoptera e Odonata. Tra gli Annelida, la classe degli Hirudinea ed Oligochaeta. Infine, tra i Mollusca la classe dei Bivalvia e dei Gastropoda.

### Categorie
Per quanto riguarda i diversi livelli della rete trofica dei corsi d'acqua superficiali, occupano principalmente 6 diverse categorie:
- Frammentatori: sono detritivori che si nutrono di depositi di materiale organico grossolano, nutrendosi ad esempio delle foglie degli alberi cadute nell'acqua
- Collettori: si nutrono di particelle minute di sostanza organica, di diametro inferiore ai 2 mm
- Raccoglitori: raccolgono la sostanza organica dal sedimento
- Filtratori: trattengono con un apparato boccale appositamente conformato le minuscole particelle di cibo e i batteri veicolati dalla corrente
- Pascolatori e raschiatori: hanno appendici boccali idonee a raccogliere o raschiare le patine algali o il materiale organico attaccato al substrato.
- Predatori: Sono carnivori, predatori di altri invertebrati d'acqua dolce oppure parassiti di vertebrati di dimensioni superiori.

Costituiscono, inoltre, la maggiore fonte di cibo per gli altri predatori acquatici, come ad esempio i pesci, creando l'interconnessione trofica tra gli organismi microscopici e i vertebrati di maggiori dimensioni.

## Classificazione per tipo

### Zoobenthos
Zoobenthos, prefisso dal greco antico zôion 'animale', indica gli animali appartenenti al benthos.

### Fitobentos
Phytobenthos, prefisso dal greco antico phutón 'pianta', indica le piante appartenenti al benthos, principalmente diatomee bentoniche e macroalghe (alghe).

## Classificazione per ubicazione

### Endobenthos
L'endobenthos, prefisso dal greco antico éndon 'interno', vive sepolto o scavato nel sedimento, spesso nello strato superiore ossigenato, ad esempio una penna di mare o un dollaro di sabbia (una specie di ricci di mare piatti e scavatori appartenenti all'ordine Clypeasteroida).

### Epibenthos
L'epibenthos, prefisso del greco antico epí 'su', vive sopra i sedimenti, ad esempio un Holothuroidea o una lumaca di mare.

### Iperbentos
L'hyperbenthos, prefisso del greco antico hupér 'al di sopra', vive appena sopra il sedimento, ad esempio il pesce Rock cod.

## Fonti alimentari
Le principali fonti di cibo per il benthos sono le alghe e il deflusso organico dalla terra. La profondità dell'acqua, la temperatura, la salinità e il tipo di substrato locale sono tutti fattori che influenzano la quantità di benthos presente. Nelle acque costiere e in altri luoghi dove la luce raggiunge il fondo, possono proliferare le diatomee bentoniche fotosintetizzanti. Gli organismi filtratori, come spugne e bivalvi, dominano i fondali duri e sabbiosi. Gli organismi che si nutrono di depositi (quindi di particelle associate ai sedimenti), come i policheti, popolano i fondali più morbidi. I pesci, come i Callionymidae, così come le stelle marine, le lumache, i cefalopodi e i crostacei sono importanti predatori e spazzini.
Gli organismi bentonici, come stelle marine, ostriche, vongole, cetrioli di mare, stelle serpentine e attinie, svolgono un ruolo importante come fonte di cibo per i pesci, come la Testa di pecora della California, e per gli esseri umani.

## Ruolo ecologico

### Benthos come bioindicatori
I macroinvertebrati bentonici svolgono un ruolo fondamentale negli ecosistemi acquatici. Questi organismi possono essere utilizzati per indicare la presenza, la concentrazione e l'effetto degli inquinanti nell'ambiente acquatico. Alcuni contaminanti dell'acqua, come nutrienti, sostanze chimiche provenienti dal ruscellamento e metalli, si depositano nei sedimenti dei letti dei fiumi, dove risiedono molti benthos. Essi sono altamente sensibili alla contaminazione, quindi la loro vicinanza ad elevate concentrazioni di inquinanti rende questi organismi ideali per studiare la contaminazione dell'acqua.
Il benthos può essere utilizzato come indicatore biologico dell'inquinamento idrico attraverso valutazioni ecologiche della popolazione o attraverso l'analisi di biomarcatori. Nelle valutazioni ecologiche della popolazione è possibile rilevare un valore relativo dell'inquinamento idrico. L'osservazione del numero e della diversità dei macroinvertebrati in un corpo idrico può indicare il livello di inquinamento. Nelle acque altamente contaminate si troverà un numero ridotto di organismi e solo specie resistenti all'inquinamento. Nelle valutazioni dei biomarcatori, è possibile raccogliere dati quantitativi sulla quantità e sull'effetto diretto di specifici inquinanti in un corpo idrico. La risposta biochimica dei tessuti interni dei macroinvertebrati può essere studiata approfonditamente in laboratorio. La concentrazione di una sostanza chimica può causare molti cambiamenti, tra cui il cambiamento dei comportamenti alimentari, infiammazioni e danni genetici, effetti che possono essere rilevati al di fuori dell'ambiente del corso d'acqua. L’analisi dei biomarcatori è importante per mitigare gli impatti negativi dell’inquinamento idrico perché può rilevare l’inquinamento idrico prima che abbia un effetto ecologico evidente sulle popolazioni di benthos.

## Lavorazione del carbonio
La materia organica prodotta nello strato soleggiato dell'oceano e consegnata ai sedimenti viene consumata dagli organismi o sepolta. La materia organica consumata dagli organismi viene utilizzata per sintetizzare la biomassa o viene metabolizzata in anidride carbonica e sostanze nutritive. A lungo termine o allo stato stazionario, cioè quando la biomassa degli organismi bentonici non cambia, la comunità bentonica può essere considerata una scatola nera che devia la materia organica nei metaboliti o nella geosfera (sepoltura).

## Galleria d'immagini

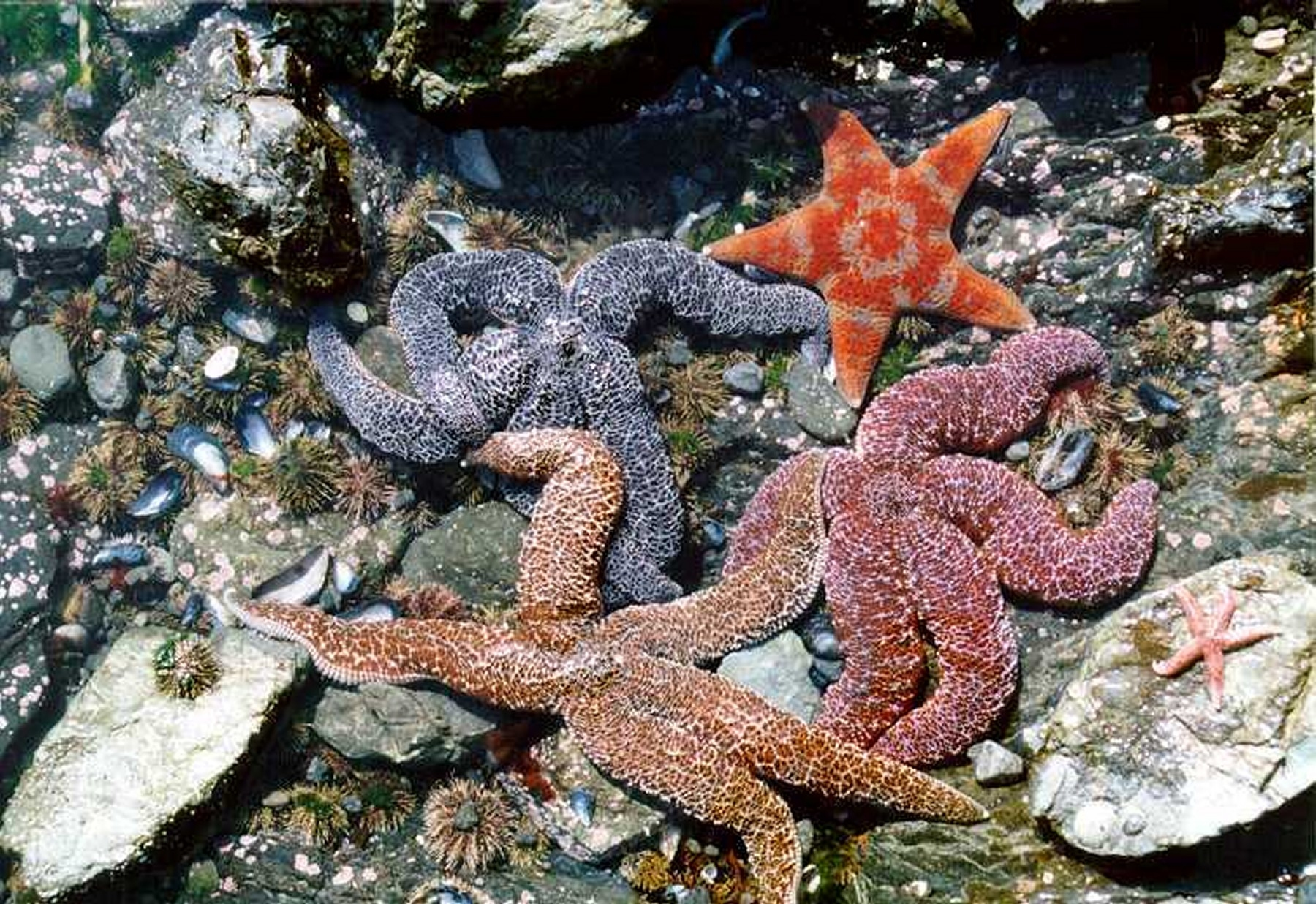
Echinodermi
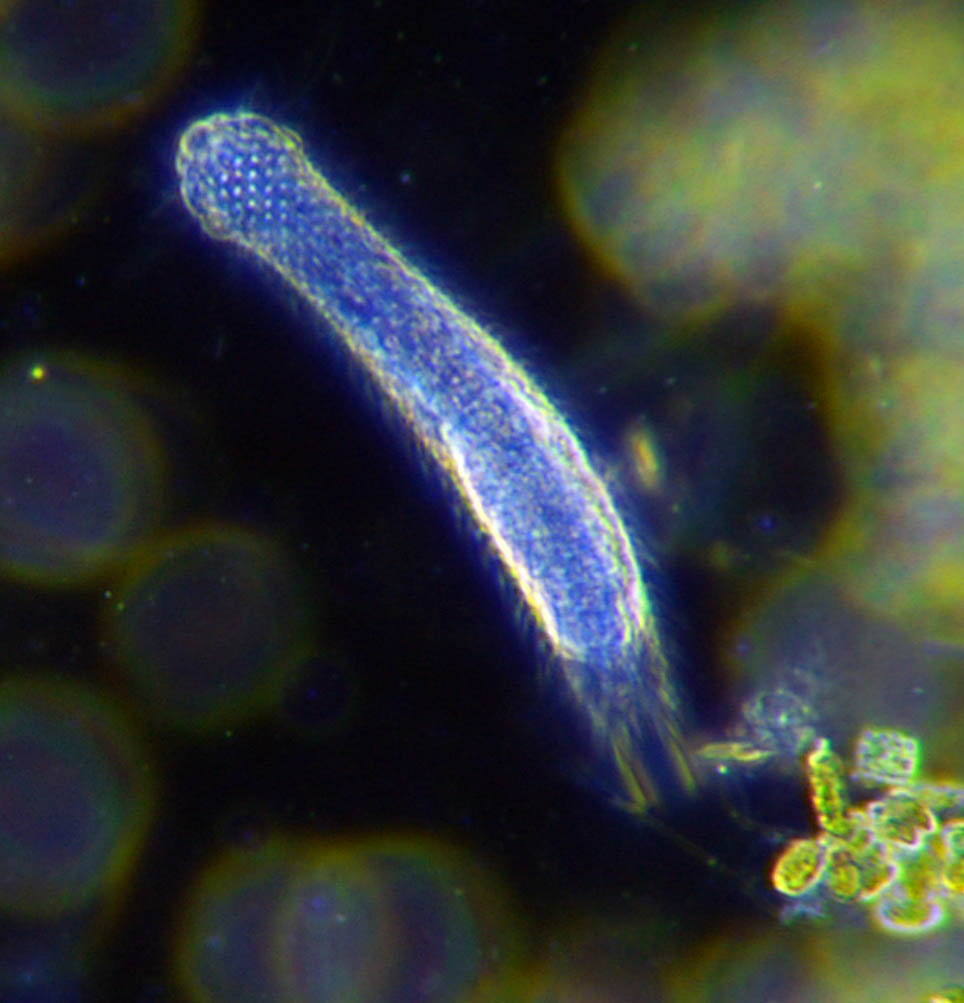
Gastrotricha
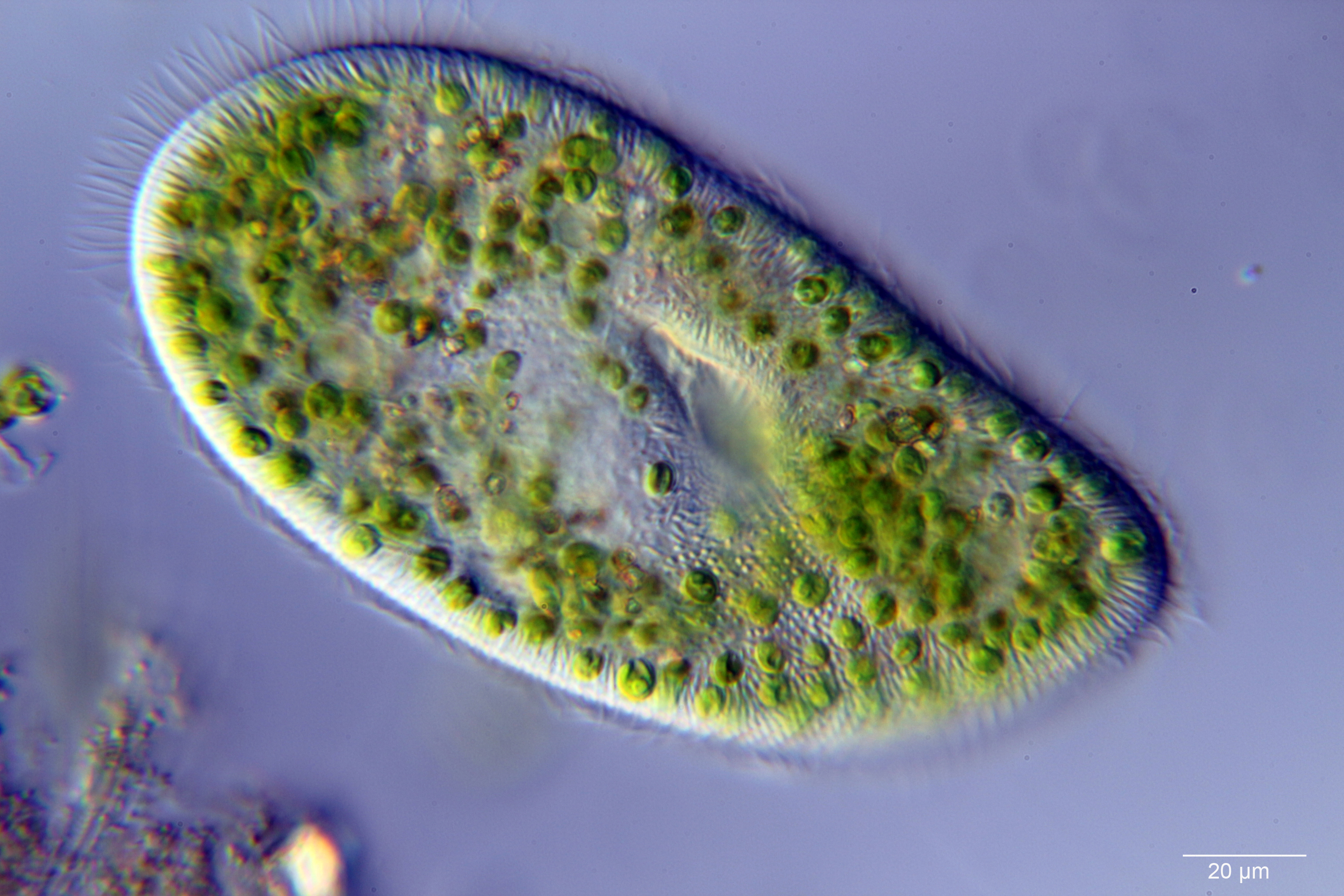
Ciliophora
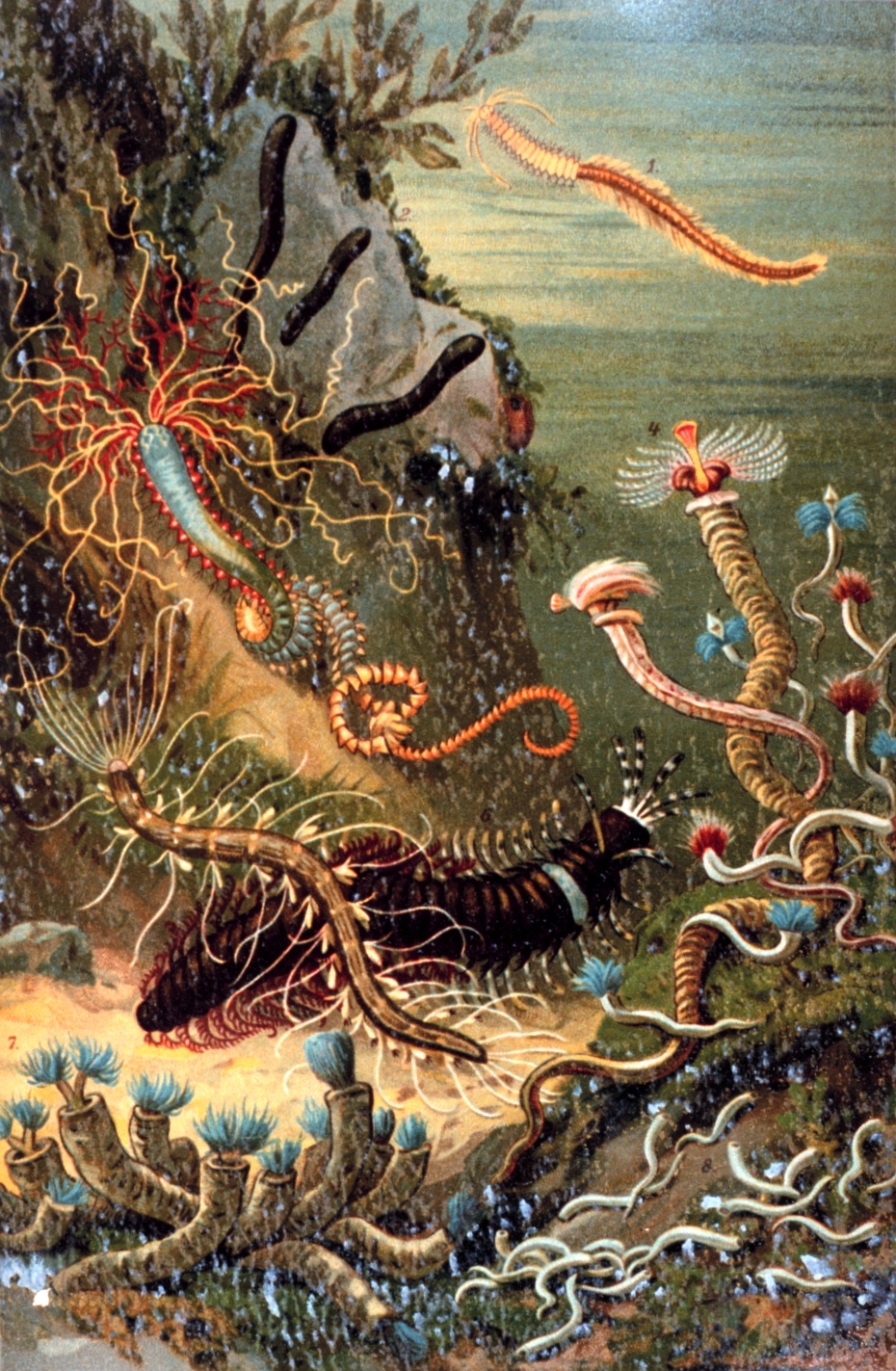
Esempio di zoobenthos Una varietà di vermi marini Piatto da Das Meer di MJ Schleiden (1804–1881)
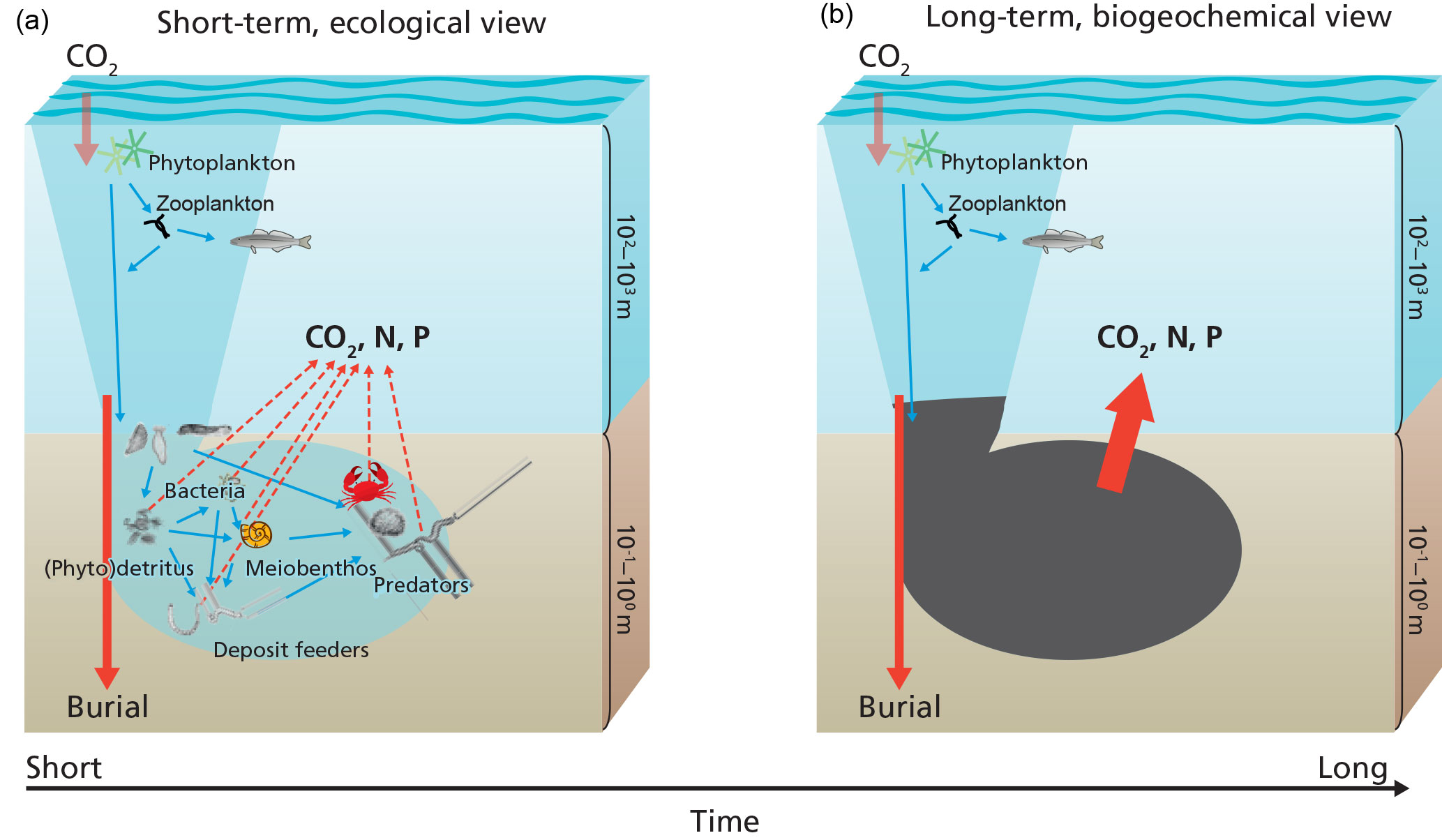
Trattamento del carbonio nei sedimenti marini (a) a breve termine e (b) a lungo termine.
Effetto dell'eutrofizzazione sulla vita marina bentonica.
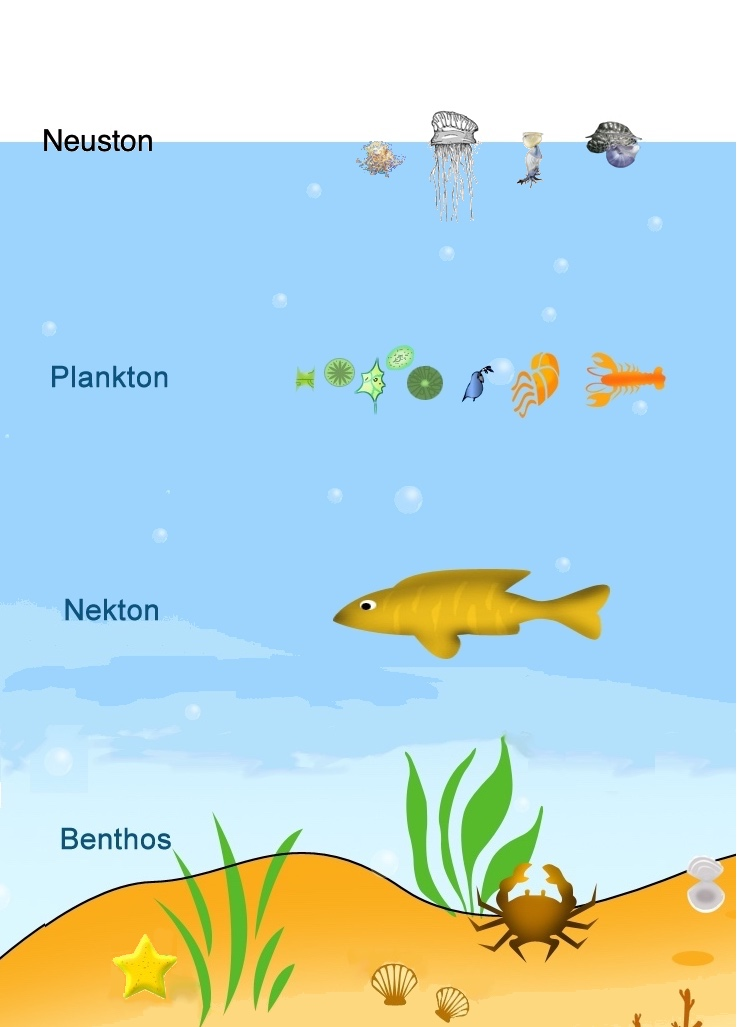
Neuston marino (organismi che vivono sulla superficie dell'oceano), plancton (organismi che si spostano con le correnti d'acqua), necton (organismi che possono nuotare contro le correnti d'acqua) e benthos (organismi che vivono sul fondo dell'oceano).